# Xylotrechus villioni
Xylotrechus villioni är en skalbaggsart som först beskrevs av Villard 1892.  Xylotrechus villioni ingår i släktet Xylotrechus och familjen långhorningar. Inga underarter finns listade i Catalogue of Life.